# Городно (озеро, Россонский район)
Горо́дно (бел. Гаро́дна) — озеро в Россонском районе Витебской области, в бассейне реки Нища.

## Географическое положение
Озеро Городно находится в 17 км на северо-восток от городского посёлка Россоны и в 1,5 км к северу от деревни Горбачёво.
Неподалёку от озера расположена деревня Старина и проходит автомобильная дорога Р132.

## Общие сведения
Площадь озера составляет 0,9 км², длина береговой линии — 8,24 км, длина — 2,41 км, максимальная ширина — 0,58 км. Объём воды в озере — 2,9 млн м³. Наибольшая глубина — 4,5 м, средняя — 3,2 м. Площадь водосбора составляет 10,8 км². Водосбор сложен из суглинков и супесей.

## Морфология
Котловина озера Городно ложбинного типа, вытянута с востока на запад. Склоны котловины высотой от 7 до 25 метров, преимущественно крутые, песчаные, покрыты лесом.
Береговая линия извилистая, берега низкие, местами сливаются со склонами котловины. Пойма (шириной до 100 м) на востоке и западе заболочена. Подводная часть котловины корытообразной формы с узкой и крутой литоралью. Глубины до 2 м занимают около 22 % площади озера. До глубин в 4 м дно покрыто песком и илом, глубже — кремнезёмистым сапропелем с толщиной слоя до 4,9 м. На озере остров площадью около 0,1 га.

## Гидрография
Минерализация воды составляет 250 мг/л, прозрачность — 1,5 м. Озеро эвтрофное, слабопроточное. В озеро впадают 7 ручьёв и вытекает ручей в озеро Шевино.

## Растительный и животный мир
Ширина полосы растительности вдоль берега достигает 25 м. Подводные макрофиты простираются в глубину до 3 м.
В озере Городно обитают щука, лещ, густера, карась золотой и серебряный, карп, плотва, линь, краснопёрка, окунь речной и другие виды рыб.